# Charles Bergstresser
Charles Milford Bergstresser (Berrysburg, Dauphin megye, 1858. június 25. – 1923. szeptember 20.) amerikai újságíró, Charles Dow-val és Edward Jones-szal együtt a Dow Jones & Company egyik alapítója volt 1882-ben a Wall Street 15. szám alatt.

## Fiatalkora
Bergstresser a pennsylvaniai Berrysburgban született 1858. június 25-én. 1881-ben diplomázott a Lafayette College-ban, ahol természettudomány és latin szakot végzett. A diploma megszerzése után a Kiernan hírügynökségnél vállalt munkát, de nem volt elégedett az állásával, különösen akkor, amikor az ügynökség nem volt hajlandó részesedést adni egy általa feltalált stylusban, amely lehetővé tette, hogy egyszerre 35 bulletinbe írjanak be információkat. Dow és Jones ott munkatársak voltak, és Bergstresser meggyőzte a párost, hogy csatlakozzanak hozzá, hogy 1882 novemberében távozzanak a Kiernantól, hogy saját céget alapítsanak.

## A Dow Jones
Bár ő volt a kezdő cég fő finanszírozója, Bergstresser úgy döntött, hogy végül csendestársa lesz Dow-nak és Jonesnak, és a főiskolai tanulmányai alatt megtakarított pénzéből finanszírozta a céget. Az új cégnél, amely a Wall Street 15. szám alatti, a New York-i tőzsde közelében lévő alagsorban működött, riporterként dolgozott. Ő volt az, aki kitalálta a The Wall Street Journal nevet.
Újságíróként 1903-ban vonult vissza. 1923. szeptember 20-án halt meg.